# Riccardo Pick-Mangiagalli
Riccardo Pick-Mangiagalli   (Strakonice, 10 de juliol de 1882 - Milà, 8 de juliol de 1949) fou un pianista i compositor de Bohèmia naturalitzat italià.

## Biografia
Va néixer a Bohèmia, però en part d'origen italià. Va estudiar i va viure a Itàlia. Va estudiar música al Conservatori Giuseppe Verdi de Milà sota la direcció dels mestres Vincenzo Appiani (piano) i Vincenzo Ferroni (composició). També va estudiar a Praga i Viena, on va ser deixeble de Richard Strauss. La seva carrera musical va començar amb gran èxit com a concertista de piano, però aviat es va dedicar exclusivament a la composició.
El 1936 va succeir a Ildebrando Pizzetti com a director del Conservatori Giuseppe Verdi, càrrec que va ocupar fins a la seva mort. La seva producció inclou òperes, ballets, música de cambra, composicions per a piano i orquestra i fins i tot música per al cinema. El seu estil molt personal incloïva i combinava diversos trets del simfonisme alemany amb elements de l'impressionisme francès.
En morir va ser enterrat al cementiri de Cerro Maggiore de Milà, a la tomba familiar.

## Obres principals
Les seves obres inclouen una Sonata per a violí i piano, un Quartet per a cordes, una Balada simfònica, un Humorisme per a piano i orquestra, nombroses composicions per a piano (incloent-hi els "Deux Lunaires" op. 33) i algunes col·leccions de cançons.

### Òpera i ballet

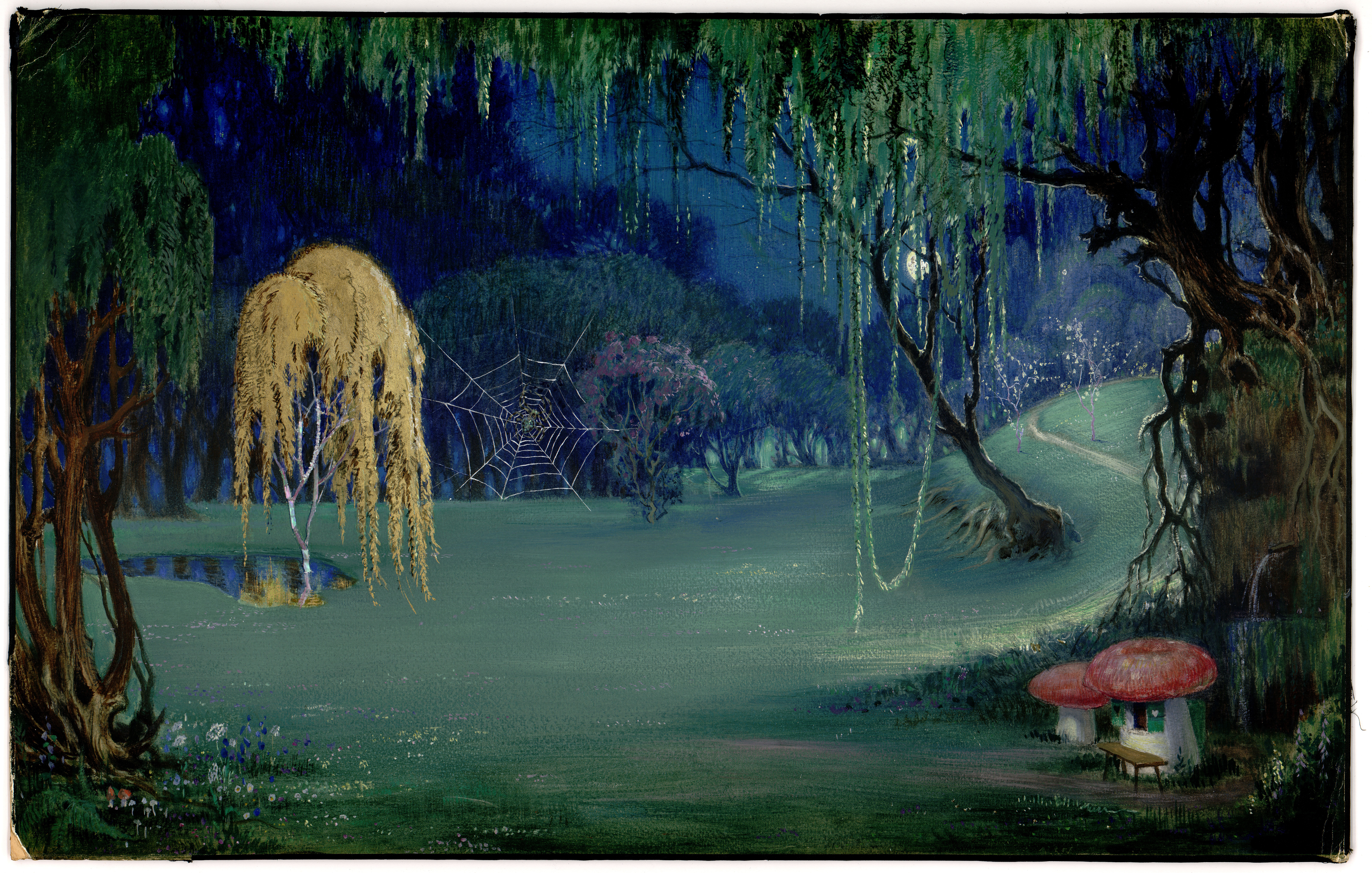
El bosc encantat de l'ogre, esbós per Il Salice d'oro (1914).

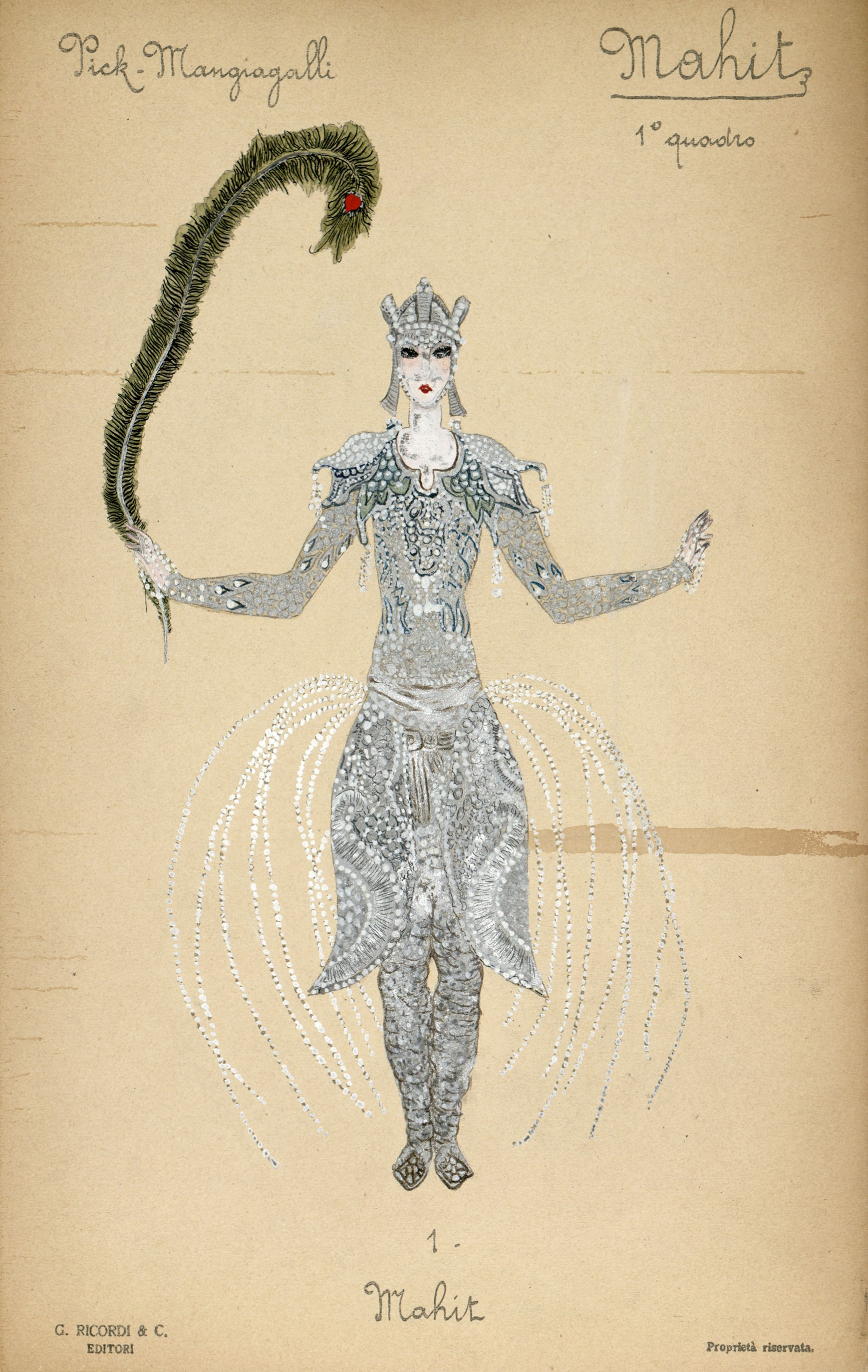
Mahit, figura de l'acte 1 de Mahit (1923).
Arxiu Històric Riccordi

- Il Salice d'oro (1913, Teatro alla Scala, Milà)
- Il carillon magico (1918)
- La Berceuse (1920)
- Mahit (1923)
- Basi e Bote (1925, llibret d'Arrigo Boito)

### Altres obres
Per al cinema va compondre la música per a la pel·lícula Scandalo per bene (1939) i per al llargmetratge d'animació La Rosa di Baghdad (1949). Finalment, entre les seves nombroses obres hi ha també l'Himne dels cavallers del Sant Sepulcre (op. 63), escrit l'any 1939 sobre text de Luigi Orsini.